# Henry Bohlen
Pour les articles homonymes, voir Bohlen.
Henry Bohlen (22 octobre 1810 - 22 août 1862) est un brigadier general de l'Union. Sa carrière est singulière : après avoir participé comme volontaire à la guerre américano-mexicaine puis à la guerre de Crimée (dans les rangs de l'armée française), ce civil devient le premier officier né à l'étranger nommé brigadier general de l'armée de l'Union, et meurt au combat.

## Biographie
Le père d'Henry Bohlen était un Allemand naturalisé américain qui vivait à Philadelphie (Pennsylvanie). Henry naît à Brême, en Allemagne le 22 octobre 1810, alors que ses parents effectuaient un voyage d'agrément en Europe. Le jeune garçon est élevé dans les meilleurs collèges militaires allemands. Par la suite, il s'installe aux USA, et devient un riche négociant en vins à Philadelphie.

### Guerre américano-mexicaine
Quand éclate la guerre avec le Mexique Henry Bohlen accompagne son ami le général  William J. Worth comme « aide-de-camp volontaire », et prend une part active aux combats, sous le major-general Winfield Scott.  Après la fin de la guerre, il retourne à son commerce de spiritueux à Philadelphie.

### Guerre de Crimée
Henry Bohlen voyage en Europe (il accompagnait son fils, de santé fragile) lorsqu'éclate la guerre de Crimée. Il s'engage dans l'armée française, prend part au siège et à la prise de Sébastopol (1854–1855). Puis il vit aux Pays-Bas jusqu'à la chute de  Fort Sumter, qui déclenche la guerre civile en Amérique.

### Guerre de Sécession
À Philadelphie Henry Bohlen recrute un régiment dans la communauté des immigrés d'origine allemande et joue un rôle essentiel dans l'organisation du "75th Pennsylvania Volunteer Infantry". Il en est nommé colonel le 30 septembre 1861, et sert dans la division de Louis Blenker.

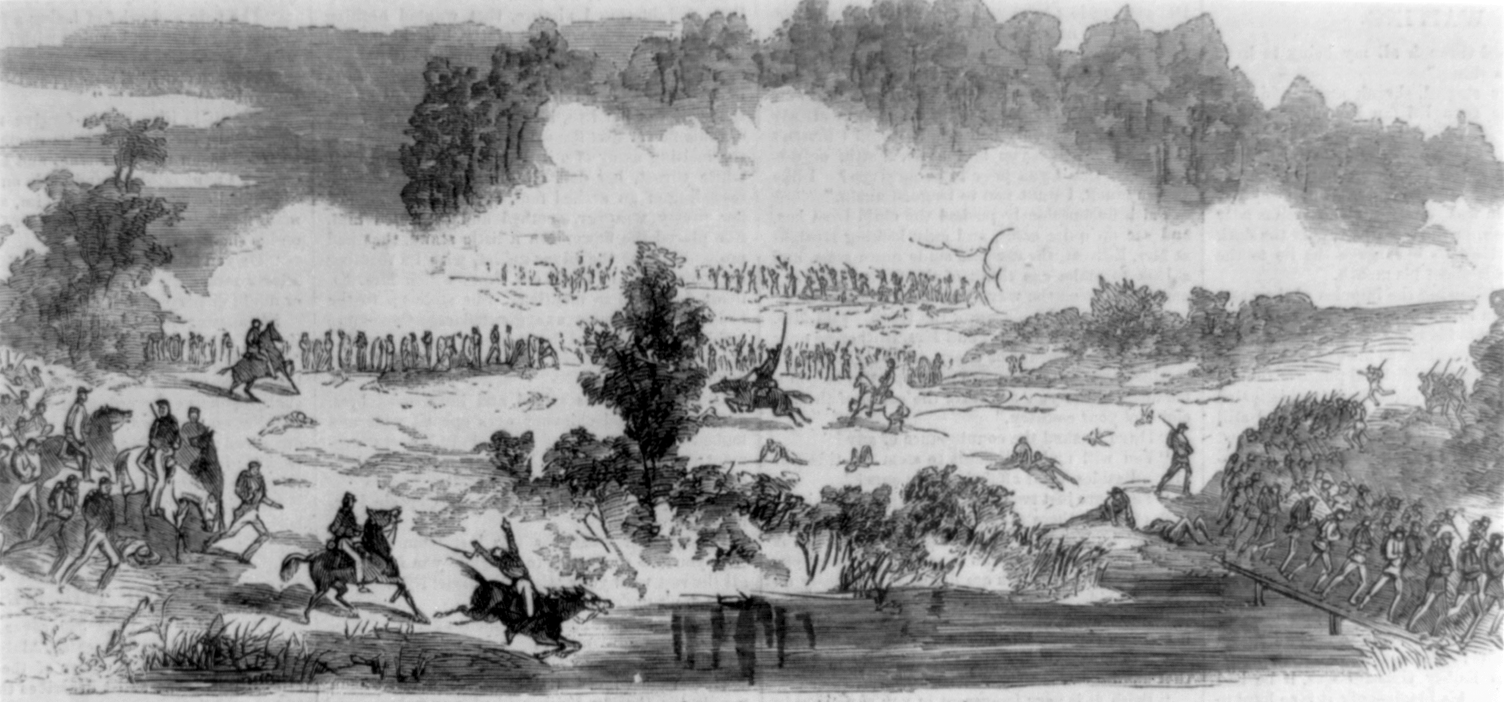
Le brig.gen. Henry Bohlen est tué d'une balle dans la tête au gué de Freeman's Ford sur la rivière Rappahannock, lors d'une des escarmouches réunies sous le nom de Première bataille de Rappahannock Station. Deux lignes de tirailleurs sont face à face (les fédéraux ont le dos à la rivière), les officiers sabre au poing encouragent leurs hommes. Le cheval du général Bohlen saute dans le cours d'eau, alors que des soldats se précipitent vers leur chef, qui a les bras au ciel et dont le sabre pend au poignet par la dragonne.

Henry Bohlen est nommé brigadier general des US Volunteers le 28 avril 1862. Il commande la 3e brigade de la division de Carl Schurz en 1862 pendant la campagne de la vallée de Shenandoah (1862) contre Stonewall Jackson. Sa brigade couvre la retraite de l'armée de l'union après la bataille de Cross Keys, puis participe à la bataille de Cedar Mountain.
Le 22 août 1862 Henry Bohlen est tué sur la rivière Rappahannock au début de la campagne de Virginie Septentrionale. 
Le 26 août le New York Times reproduit un article du Philadelphia Press

« L'armée (unioniste s'était mise) en sûreté de l'autre côté de la Rappahannock. (Mais), restée proche de l'ennemi, la brigade Bohlen continuait à se battre. Pour le malheur du pays et de la cause, Bohlen fut remarqué par un tireur d'élite rebel alors que, chevauchant sur le terrain, il dirigeait le mouvement de ses troupes, et (fut) touché à la tête. »

Le brigadier general Bohlen a été enterré au Laurel Hill Cemetery de Philadelphie.

## Liens familiaux
Son petit-fils est Gustav Krupp von Bohlen und Halbach, et son arrière-petit-neveu est Charles E. Bohlen ambassadeur US à Moscou, et en France de 1962 à 1968.